# JAJC
Just Another Jabber Client (JAJC) è un client XMPP per Microsoft Windows scritto in Delphi da Mikel Ivanow.

## Caratteristiche
Alcune delle funzioni di JAJC:
- L'Unicode nei messaggi, chat, multichat e roster
- Conferenza
- Ricerca utente
- Lista dei contatti bloccati (Black list)
- Trasferimento file
- Avatar
- Supporto PGP (PGP v6.5.x - v8.0.0)
- Icone degli IM native
- Segnalibri
- Smile e riconoscimento delle URL nei messaggi, chat e conferenze
- Browser di XMPP
- Supporto proxy (S4, S4a, S5 e HTTP)
- Note (note aka Sticky)
- Custom presences
- Notifiche tramite popup
- Supporto SSL/TLS
- Può importare i contatti di ICQ (dai file .idx/.dat)
- Conserva dei messaggi criptati
- Plugin
- Ricerca dei contatti non utilizzati
- Ricerca dei messaggi di chat tramite regolari espressioni
- Invio file (P2P o tramite XML)